# Arctic Race de Noruega 2023
La 10.ª edición de la Arctic Race de Noruega fue una carrera de ciclismo en ruta por etapas que se celebró entre el 17 y el 20 de agosto de 2023 en Noruega, con inicio en el poblado de Kautokeino y final en la ciudad de Nordkapp sobre un recorrido de 662,9 kilómetros.
La carrera formó parte del UCI ProSeries 2023, calendario ciclístico mundial de segunda división, dentro de la categoría UCI 2.Pro y fue ganada por el británico Stephen Williams del Israel-Premier Tech. Completaron el podio, como segundo y tercer clasificado respectivamente, el italiano Christian Scaroni del Astana Qazaqstan y el estadounidense Kevin Vermaerke del dsm-firmenich.

## Equipos participantes
Tomaron parte en la carrera 19 equipos: 6 de categoría UCI WorldTeam, 10 de categoría UCI ProTeam y 3 de categoría Continental. Formaron así un pelotón de 107 ciclistas de los que acabaron 104. Los equipos participantes fueron:
| WorldTeams (6)- Astana Qazaqstan Team - Cofidis - Lidl-Trek - Arkéa-Samsic - Team DSM-Firmenich - Team Jayco AlUla ProTeams (8)- Bingoal WB - Burgos-BH - Equipo Kern Pharma - Human Powered Health - Israel-Premier Tech - Q36.5 Pro Cycling Team - Team Flanders-Baloise - Uno-X Pro Cycling Team Equipos continentales (3)- Equipe continentale Groupama-FDJ - Team Coop-Repsol - Trinity Racing Equipo nacional- Noruega |
| |

## Recorrido
La Arctic Race de Noruega dispuso de cuatro etapas para un recorrido total de 662,9 kilómetros.
| Etapa     | Fecha     | Recorrido                   | type                   | Distancia (km) | Desnivel (m) | Ganador             | Líder            |
| --------- | --------- | --------------------------- | ---------------------- | -------------- | ------------ | ------------------- | ---------------- |
| 1.ª etapa | 17 de ago | Kautokeino – Alta           | etapa llana            | 171            | 1377 m       | Alberto Dainese     | Alberto Dainese  |
| 2.ª etapa | 18 de ago | Alta – Hammerfest           | etapa llana            | 153,5          | 1578 m       | Michele Gazzoli     | Noah Hobbs       |
| 3.ª etapa | 19 de ago | Hammerfest – Havøysund      | etapa de media montaña | 167            | 2172 m       | Stephen Williams    | Stephen Williams |
| 4.ª etapa | 20 de ago | Kvalsund village – Nordkapp | etapa de media montaña | 171,4          | 2188 m       | Clément Champoussin | Stephen Williams |

## Desarrollo de la carrera

### 1.ª etapa
| Kautokeino - Alta | etapa llana | (171 km) |

| \| Clasificación de la etapa \| Clasificación de la etapa \| Clasificación de la etapa \| Clasificación de la etapa \| Clasificación de la etapa \| \| Ciclista \| Ciclista \| Equipo \| Tiempo \| \| \| ------------------------- \| ------------------------- \| -------------------------------- \| ------------------------- \| ------------------------- \| \| 1.º \| Alberto Dainese \| Team DSM-Firmenich \| 4 h 06 min 07 s \| \| \| 2.º \| Noah Hobbs \| Équipe continentale Groupama-FDJ \| + 0 s \| \| \| 3.º \| Clément Champoussin \| Arkéa-Samsic \| + 0 s \| \| \| 4.º \| Marc Brustenga \| Lidl-Trek \| + 0 s \| \| \| 5.º \| Antonio Angulo \| Burgos-BH \| + 0 s \| \| \| 6.º \| Kévin Ledanois \| Arkéa-Samsic \| + 0 s \| \| \| 7.º \| August Jensen \| Human Powered Health \| + 0 s \| \| \| 8.º \| Martin Bugge Urianstad \| Uno-X Pro Cycling Team \| + 0 s \| \| \| 9.º \| Marco Tizza \| Bingoal WB \| + 0 s \| \| \| 10.º \| Colin Joyce \| Human Powered Health \| + 0 s \| \| |                        |                                  |                 |
| |                        |                                  |                 |
| Fuente: ProCyclingStats |                        |                                  |                 |
| Clasificación de la etapa |                        |                                  |                 |
| Ciclista | Ciclista               | Equipo                           | Tiempo          |
| 1.º | Alberto Dainese        | Team DSM-Firmenich               | 4 h 06 min 07 s |
| 2.º | Noah Hobbs             | Équipe continentale Groupama-FDJ | + 0 s           |
| 3.º | Clément Champoussin    | Arkéa-Samsic                     | + 0 s           |
| 4.º | Marc Brustenga         | Lidl-Trek                        | + 0 s           |
| 5.º | Antonio Angulo         | Burgos-BH                        | + 0 s           |
| 6.º | Kévin Ledanois         | Arkéa-Samsic                     | + 0 s           |
| 7.º | August Jensen          | Human Powered Health             | + 0 s           |
| 8.º | Martin Bugge Urianstad | Uno-X Pro Cycling Team           | + 0 s           |
| 9.º | Marco Tizza            | Bingoal WB                       | + 0 s           |
| 10.º | Colin Joyce            | Human Powered Health             | + 0 s           |

| \| Clasificación general \| Clasificación general \| Clasificación general \| Clasificación general \| Clasificación general \| \| Ciclista \| Ciclista \| Equipo \| Tiempo \| \| \| --------------------- \| -------------------------- \| -------------------------------- \| --------------------- \| --------------------- \| \| 1.º \| Alberto Dainese \| Team DSM-Firmenich \| 4 h 05 min 57 s \| \| \| 2.º \| Noah Hobbs \| Équipe continentale Groupama-FDJ \| + 4 s \| \| \| 3.º \| Lewis Bower \| Équipe continentale Groupama-FDJ \| + 4 s \| \| \| 4.º \| Clément Champoussin \| Arkéa-Samsic \| + 6 s \| \| \| 5.º \| Tobias Halland Johannessen \| Uno-X Pro Cycling Team \| + 7 s \| \| \| 6.º \| Stephen Williams \| Israel-Premier Tech \| + 8 s \| \| \| 7.º \| Christian Scaroni \| Astana Qazaqstan Team \| + 9 s \| \| \| 8.º \| Marc Brustenga \| Lidl-Trek \| + 10 s \| \| \| 9.º \| Antonio Angulo \| Burgos-BH \| + 10 s \| \| \| 10.º \| Kévin Ledanois \| Arkéa-Samsic \| + 10 s \| \| |                            |                                  |                 |
| |                            |                                  |                 |
| Fuente: ProCyclingStats |                            |                                  |                 |
| Clasificación general |                            |                                  |                 |
| Ciclista | Ciclista                   | Equipo                           | Tiempo          |
| 1.º | Alberto Dainese            | Team DSM-Firmenich               | 4 h 05 min 57 s |
| 2.º | Noah Hobbs                 | Équipe continentale Groupama-FDJ | + 4 s           |
| 3.º | Lewis Bower                | Équipe continentale Groupama-FDJ | + 4 s           |
| 4.º | Clément Champoussin        | Arkéa-Samsic                     | + 6 s           |
| 5.º | Tobias Halland Johannessen | Uno-X Pro Cycling Team           | + 7 s           |
| 6.º | Stephen Williams           | Israel-Premier Tech              | + 8 s           |
| 7.º | Christian Scaroni          | Astana Qazaqstan Team            | + 9 s           |
| 8.º | Marc Brustenga             | Lidl-Trek                        | + 10 s          |
| 9.º | Antonio Angulo             | Burgos-BH                        | + 10 s          |
| 10.º | Kévin Ledanois             | Arkéa-Samsic                     | + 10 s          |

### 2.ª etapa
| Alta - Hammerfest | etapa llana | (153,5 km) |

| \| Clasificación de la etapa \| Clasificación de la etapa \| Clasificación de la etapa \| Clasificación de la etapa \| Clasificación de la etapa \| \| Ciclista \| Ciclista \| Equipo \| Tiempo \| \| \| ------------------------- \| -------------------------- \| -------------------------------- \| ------------------------- \| ------------------------- \| \| 1.º \| Michele Gazzoli \| Astana Qazaqstan Team \| 3 h 28 min 35 s \| \| \| 2.º \| Christian Scaroni \| Astana Qazaqstan Team \| + 0 s \| \| \| 3.º \| Jonathan Lastra \| Cofidis \| + 0 s \| \| \| 4.º \| Thibaud Gruel \| Équipe continentale Groupama-FDJ \| + 0 s \| \| \| 5.º \| Milan Fretin \| Team Flanders-Baloise \| + 0 s \| \| \| 6.º \| Kevin Vermaerke \| Team DSM-Firmenich \| + 0 s \| \| \| 7.º \| Elias Maris \| Team Flanders-Baloise \| + 0 s \| \| \| 8.º \| Tobias Halland Johannessen \| Uno-X Pro Cycling Team \| + 0 s \| \| \| 9.º \| Dylan Teuns \| Israel-Premier Tech \| + 0 s \| \| \| 10.º \| André Drege \| Team Coop-Repsol \| + 0 s \| \| |                            |                                  |                 |
| |                            |                                  |                 |
| Fuente: ProCyclingStats |                            |                                  |                 |
| Clasificación de la etapa |                            |                                  |                 |
| Ciclista | Ciclista                   | Equipo                           | Tiempo          |
| 1.º | Michele Gazzoli            | Astana Qazaqstan Team            | 3 h 28 min 35 s |
| 2.º | Christian Scaroni          | Astana Qazaqstan Team            | + 0 s           |
| 3.º | Jonathan Lastra            | Cofidis                          | + 0 s           |
| 4.º | Thibaud Gruel              | Équipe continentale Groupama-FDJ | + 0 s           |
| 5.º | Milan Fretin               | Team Flanders-Baloise            | + 0 s           |
| 6.º | Kevin Vermaerke            | Team DSM-Firmenich               | + 0 s           |
| 7.º | Elias Maris                | Team Flanders-Baloise            | + 0 s           |
| 8.º | Tobias Halland Johannessen | Uno-X Pro Cycling Team           | + 0 s           |
| 9.º | Dylan Teuns                | Israel-Premier Tech              | + 0 s           |
| 10.º | André Drege                | Team Coop-Repsol                 | + 0 s           |

| \| Clasificación general \| Clasificación general \| Clasificación general \| Clasificación general \| Clasificación general \| \| Ciclista \| Ciclista \| Equipo \| Tiempo \| \| \| --------------------- \| -------------------------- \| -------------------------------- \| --------------------- \| --------------------- \| \| 1.º \| Noah Hobbs \| Équipe continentale Groupama-FDJ \| 7 h 34 min 31 s \| \| \| 2.º \| Alberto Dainese \| Team DSM-Firmenich \| + 1 s \| \| \| 3.º \| Michele Gazzoli \| Astana Qazaqstan Team \| + 1 s \| \| \| 4.º \| Lewis Bower \| Équipe continentale Groupama-FDJ \| + 3 s \| \| \| 5.º \| Christian Scaroni \| Astana Qazaqstan Team \| + 4 s \| \| \| 6.º \| Jonathan Lastra \| Cofidis \| + 7 s \| \| \| 7.º \| André Drege \| Team Coop-Repsol \| + 8 s \| \| \| 8.º \| Tobias Halland Johannessen \| Uno-X Pro Cycling Team \| + 8 s \| \| \| 9.º \| Stephen Williams \| Israel-Premier Tech \| + 9 s \| \| \| 10.º \| Fergus Browning \| Trinity Racing \| + 9 s \| \| |                            |                                  |                 |
| |                            |                                  |                 |
| Fuente: ProCyclingStats |                            |                                  |                 |
| Clasificación general |                            |                                  |                 |
| Ciclista | Ciclista                   | Equipo                           | Tiempo          |
| 1.º | Noah Hobbs                 | Équipe continentale Groupama-FDJ | 7 h 34 min 31 s |
| 2.º | Alberto Dainese            | Team DSM-Firmenich               | + 1 s           |
| 3.º | Michele Gazzoli            | Astana Qazaqstan Team            | + 1 s           |
| 4.º | Lewis Bower                | Équipe continentale Groupama-FDJ | + 3 s           |
| 5.º | Christian Scaroni          | Astana Qazaqstan Team            | + 4 s           |
| 6.º | Jonathan Lastra            | Cofidis                          | + 7 s           |
| 7.º | André Drege                | Team Coop-Repsol                 | + 8 s           |
| 8.º | Tobias Halland Johannessen | Uno-X Pro Cycling Team           | + 8 s           |
| 9.º | Stephen Williams           | Israel-Premier Tech              | + 9 s           |
| 10.º | Fergus Browning            | Trinity Racing                   | + 9 s           |

### 3.ª etapa
| Hammerfest - Havøysund | etapa de media montaña | (167 km) |

| \| Clasificación de la etapa \| Clasificación de la etapa \| Clasificación de la etapa \| Clasificación de la etapa \| Clasificación de la etapa \| \| Ciclista \| Ciclista \| Equipo \| Tiempo \| \| \| ------------------------- \| -------------------------- \| ------------------------- \| ------------------------- \| ------------------------- \| \| 1.º \| Stephen Williams \| Israel-Premier Tech \| 4 h 02 min 58 s \| \| \| 2.º \| Clément Champoussin \| Arkéa-Samsic \| + 0 s \| \| \| 3.º \| Christian Scaroni \| Astana Qazaqstan Team \| + 0 s \| \| \| 4.º \| Tobias Halland Johannessen \| Uno-X Pro Cycling Team \| + 0 s \| \| \| 5.º \| Dylan Teuns \| Israel-Premier Tech \| + 0 s \| \| \| 6.º \| Roger Adrià \| Equipo Kern Pharma \| + 0 s \| \| \| 7.º \| Matthew Dinham \| Team DSM-Firmenich \| + 0 s \| \| \| 8.º \| Guillaume Martin \| Cofidis \| + 0 s \| \| \| 9.º \| Kevin Vermaerke \| Team DSM-Firmenich \| + 0 s \| \| \| 10.º \| Kamiel Bonneu \| Team Flanders-Baloise \| + 7 s \| \| |                            |                        |                 |
| |                            |                        |                 |
| Fuente: ProCyclingStats |                            |                        |                 |
| Clasificación de la etapa |                            |                        |                 |
| Ciclista | Ciclista                   | Equipo                 | Tiempo          |
| 1.º | Stephen Williams           | Israel-Premier Tech    | 4 h 02 min 58 s |
| 2.º | Clément Champoussin        | Arkéa-Samsic           | + 0 s           |
| 3.º | Christian Scaroni          | Astana Qazaqstan Team  | + 0 s           |
| 4.º | Tobias Halland Johannessen | Uno-X Pro Cycling Team | + 0 s           |
| 5.º | Dylan Teuns                | Israel-Premier Tech    | + 0 s           |
| 6.º | Roger Adrià                | Equipo Kern Pharma     | + 0 s           |
| 7.º | Matthew Dinham             | Team DSM-Firmenich     | + 0 s           |
| 8.º | Guillaume Martin           | Cofidis                | + 0 s           |
| 9.º | Kevin Vermaerke            | Team DSM-Firmenich     | + 0 s           |
| 10.º | Kamiel Bonneu              | Team Flanders-Baloise  | + 7 s           |

| \| Clasificación general \| Clasificación general \| Clasificación general \| Clasificación general \| Clasificación general \| \| Ciclista \| Ciclista \| Equipo \| Tiempo \| \| \| --------------------- \| --------------------------- \| ---------------------- \| --------------------- \| --------------------- \| \| 1.º \| Stephen Williams \| Israel-Premier Tech \| 11 h 37 min 28 s \| \| \| 2.º \| Christian Scaroni \| Astana Qazaqstan Team \| + 1 s \| \| \| 3.º \| Tobias Halland Johannessen \| Uno-X Pro Cycling Team \| + 9 s \| \| \| 4.º \| Kevin Vermaerke \| Team DSM-Firmenich \| + 11 s \| \| \| 5.º \| Dylan Teuns \| Israel-Premier Tech \| + 12 s \| \| \| 6.º \| Matthew Dinham \| Team DSM-Firmenich \| + 12 s \| \| \| 7.º \| Guillaume Martin \| Cofidis \| + 12 s \| \| \| 8.º \| Roger Adrià \| Equipo Kern Pharma \| + 12 s \| \| \| 9.º \| Kamiel Bonneu \| Team Flanders-Baloise \| + 19 s \| \| \| 10.º \| Cedrik Bakke Christophersen \| Team Coop-Repsol \| + 20 s \| \| |                             |                        |                  |
| |                             |                        |                  |
| Fuente: ProCyclingStats |                             |                        |                  |
| Clasificación general |                             |                        |                  |
| Ciclista | Ciclista                    | Equipo                 | Tiempo           |
| 1.º | Stephen Williams            | Israel-Premier Tech    | 11 h 37 min 28 s |
| 2.º | Christian Scaroni           | Astana Qazaqstan Team  | + 1 s            |
| 3.º | Tobias Halland Johannessen  | Uno-X Pro Cycling Team | + 9 s            |
| 4.º | Kevin Vermaerke             | Team DSM-Firmenich     | + 11 s           |
| 5.º | Dylan Teuns                 | Israel-Premier Tech    | + 12 s           |
| 6.º | Matthew Dinham              | Team DSM-Firmenich     | + 12 s           |
| 7.º | Guillaume Martin            | Cofidis                | + 12 s           |
| 8.º | Roger Adrià                 | Equipo Kern Pharma     | + 12 s           |
| 9.º | Kamiel Bonneu               | Team Flanders-Baloise  | + 19 s           |
| 10.º | Cedrik Bakke Christophersen | Team Coop-Repsol       | + 20 s           |

### 4.ª etapa
| Kvalsund village - Nordkapp | etapa de media montaña | (171,4 km) |

| \| Clasificación de la etapa \| Clasificación de la etapa \| Clasificación de la etapa \| Clasificación de la etapa \| Clasificación de la etapa \| \| Ciclista \| Ciclista \| Equipo \| Tiempo \| \| \| ------------------------- \| -------------------------- \| ------------------------- \| ------------------------- \| ------------------------- \| \| 1.º \| Clément Champoussin \| Arkéa-Samsic \| 4 h 00 min 38 s \| \| \| 2.º \| Odd Christian Eiking \| EF Education-EasyPost \| + 0 s \| \| \| 3.º \| Michele Gazzoli \| Astana Qazaqstan Team \| + 0 s \| \| \| 4.º \| Tobias Halland Johannessen \| Uno-X Pro Cycling Team \| + 0 s \| \| \| 5.º \| Matthew Dinham \| Team DSM-Firmenich \| + 0 s \| \| \| 6.º \| Christian Scaroni \| Astana Qazaqstan Team \| + 0 s \| \| \| 7.º \| Kamiel Bonneu \| Team Flanders-Baloise \| + 0 s \| \| \| 8.º \| Dylan Teuns \| Israel-Premier Tech \| + 0 s \| \| \| 9.º \| Kevin Vermaerke \| Team DSM-Firmenich \| + 0 s \| \| \| 10.º \| Stephen Williams \| Israel-Premier Tech \| + 0 s \| \| |                            |                        |                 |
| |                            |                        |                 |
| Fuente: ProCyclingStats |                            |                        |                 |
| Clasificación de la etapa |                            |                        |                 |
| Ciclista | Ciclista                   | Equipo                 | Tiempo          |
| 1.º | Clément Champoussin        | Arkéa-Samsic           | 4 h 00 min 38 s |
| 2.º | Odd Christian Eiking       | EF Education-EasyPost  | + 0 s           |
| 3.º | Michele Gazzoli            | Astana Qazaqstan Team  | + 0 s           |
| 4.º | Tobias Halland Johannessen | Uno-X Pro Cycling Team | + 0 s           |
| 5.º | Matthew Dinham             | Team DSM-Firmenich     | + 0 s           |
| 6.º | Christian Scaroni          | Astana Qazaqstan Team  | + 0 s           |
| 7.º | Kamiel Bonneu              | Team Flanders-Baloise  | + 0 s           |
| 8.º | Dylan Teuns                | Israel-Premier Tech    | + 0 s           |
| 9.º | Kevin Vermaerke            | Team DSM-Firmenich     | + 0 s           |
| 10.º | Stephen Williams           | Israel-Premier Tech    | + 0 s           |

## Clasificaciones finales
- Las clasificaciones finalizaron de la siguiente forma:[4]

### Clasificación general
| \| Clasificación general \| Clasificación general \| Clasificación general \| Clasificación general \| Clasificación general \| \| Ciclista \| Ciclista \| Equipo \| Tiempo \| \| \| --------------------- \| --------------------------- \| ---------------------- \| --------------------- \| --------------------- \| \| 1.º \| Stephen Williams \| Israel-Premier Tech \| 15 h 38 min 06 s \| \| \| 2.º \| Christian Scaroni \| Astana Qazaqstan Team \| + 1 s \| \| \| 3.º \| Kevin Vermaerke \| Team DSM-Firmenich \| + 9 s \| \| \| 4.º \| Tobias Halland Johannessen \| Uno-X Pro Cycling Team \| + 9 s \| \| \| 5.º \| Dylan Teuns \| Israel-Premier Tech \| + 11 s \| \| \| 6.º \| Matthew Dinham \| Team DSM-Firmenich \| + 12 s \| \| \| 7.º \| Guillaume Martin \| Cofidis \| + 12 s \| \| \| 8.º \| Roger Adrià \| Equipo Kern Pharma \| + 12 s \| \| \| 9.º \| Kamiel Bonneu \| Team Flanders-Baloise \| + 19 s \| \| \| 10.º \| Cedrik Bakke Christophersen \| Team Coop-Repsol \| + 20 s \| \| |                             |                        |                  |
| |                             |                        |                  |
| Fuente: ProCyclingStats |                             |                        |                  |
| Clasificación general |                             |                        |                  |
| Ciclista | Ciclista                    | Equipo                 | Tiempo           |
| 1.º | Stephen Williams            | Israel-Premier Tech    | 15 h 38 min 06 s |
| 2.º | Christian Scaroni           | Astana Qazaqstan Team  | + 1 s            |
| 3.º | Kevin Vermaerke             | Team DSM-Firmenich     | + 9 s            |
| 4.º | Tobias Halland Johannessen  | Uno-X Pro Cycling Team | + 9 s            |
| 5.º | Dylan Teuns                 | Israel-Premier Tech    | + 11 s           |
| 6.º | Matthew Dinham              | Team DSM-Firmenich     | + 12 s           |
| 7.º | Guillaume Martin            | Cofidis                | + 12 s           |
| 8.º | Roger Adrià                 | Equipo Kern Pharma     | + 12 s           |
| 9.º | Kamiel Bonneu               | Team Flanders-Baloise  | + 19 s           |
| 10.º | Cedrik Bakke Christophersen | Team Coop-Repsol       | + 20 s           |

### Clasificación de la montaña
| Clasificación de la montaña | Clasificación de la montaña | Clasificación de la montaña      | Clasificación de la montaña | Clasificación de la montaña |
| Ciclista                    | Ciclista                    | Equipo                           | Puntos                      |                             |
| --------------------------- | --------------------------- | -------------------------------- | --------------------------- | --------------------------- |
| 1.º                         | Vincent Van Hemelen         | Team Flanders-Baloise            | 26 pts                      |                             |
| 2.º                         | Johan Ravnøy                | Team Coop-Repsol                 | 9 pts                       |                             |
| 3.º                         | Stephen Williams            | Israel-Premier Tech              | 6 pts                       |                             |
| 4.º                         | Walter Calzoni              | Q36.5 Pro Cycling Team           | 6 pts                       |                             |
| 5.º                         | Lewis Bower                 | Équipe continentale Groupama-FDJ | 6 pts                       |                             |
| 6.º                         | Fergus Browning             | Trinity Racing                   | 6 pts                       |                             |
| 7.º                         | Michel Ries                 | Arkéa-Samsic                     | 5 pts                       |                             |
| 8.º                         | Cedrik Bakke Christophersen | Team Coop-Repsol                 | 4 pts                       |                             |
| 9.º                         | Asbjørn Hellemose           | Lidl-Trek                        | 4 pts                       |                             |
| 10.º                        | Clément Champoussin         | Arkéa-Samsic                     | 4 pts                       |                             |

### Clasificación por puntos
| Clasificación por puntos | Clasificación por puntos   | Clasificación por puntos         | Clasificación por puntos | Clasificación por puntos |
| Ciclista                 | Ciclista                   | Equipo                           | Puntos                   |                          |
| ------------------------ | -------------------------- | -------------------------------- | ------------------------ | ------------------------ |
| 1.º                      | Clément Champoussin        | Arkéa-Samsic                     | 36 pts                   |                          |
| 2.º                      | Christian Scaroni          | Astana Qazaqstan Team            | 27 pts                   |                          |
| 3.º                      | Noah Hobbs                 | Équipe continentale Groupama-FDJ | 26 pts                   |                          |
| 4.º                      | Michele Gazzoli            | Astana Qazaqstan Team            | 24 pts                   |                          |
| 5.º                      | Tobias Halland Johannessen | Uno-X Pro Cycling Team           | 20 pts                   |                          |
| 6.º                      | Stephen Williams           | Israel-Premier Tech              | 18 pts                   |                          |
| 7.º                      | Alberto Dainese            | Team DSM-Firmenich               | 15 pts                   |                          |
| 8.º                      | Kevin Vermaerke            | Team DSM-Firmenich               | 12 pts                   |                          |
| 9.º                      | Dylan Teuns                | Israel-Premier Tech              | 12 pts                   |                          |
| 10.º                     | Odd Christian Eiking       | EF Education-EasyPost            | 12 pts                   |                          |

### Clasificación de los jóvenes
| Clasificación del mejor joven | Clasificación del mejor joven | Clasificación del mejor joven | Clasificación del mejor joven | Clasificación del mejor joven |
| Ciclista                      | Ciclista                      | Equipo                        | Tiempo                        |                               |
| ----------------------------- | ----------------------------- | ----------------------------- | ----------------------------- | ----------------------------- |
| 1.º                           | Kevin Vermaerke               | Team DSM-Firmenich            | 15 h 38 min 15 s              |                               |
| 2.º                           | Tobias Halland Johannessen    | Uno-X Pro Cycling Team        | + 0 s                         |                               |
| 3.º                           | Matthew Dinham                | Team DSM-Firmenich            | + 3 s                         |                               |
| 4.º                           | Roger Adrià                   | Equipo Kern Pharma            | + 3 s                         |                               |
| 5.º                           | Kamiel Bonneu                 | Team Flanders-Baloise         | + 10 s                        |                               |
| 6.º                           | Cedrik Bakke Christophersen   | Team Coop-Repsol              | + 11 s                        |                               |
| 7.º                           | Liam Johnston                 | Trinity Racing                | + 14 s                        |                               |
| 8.º                           | Asbjørn Hellemose             | Lidl-Trek                     | + 18 s                        |                               |
| 9.º                           | Louis Barré                   | Arkéa-Samsic                  | + 19 s                        |                               |
| 10.º                          | Elias Maris                   | Team Flanders-Baloise         | + 22 s                        |                               |

### Clasificación por equipos
| Clasificación por equipos | Clasificación por equipos | Clasificación por equipos | Clasificación por equipos |
| Equipo                    | Equipo                    | Tiempo                    |                           |
| ------------------------- | ------------------------- | ------------------------- | ------------------------- |
| 1.º                       | Israel-Premier Tech       | 46 h 55 min 54 s          |                           |
| 2.º                       | Cofidis                   | + 1 min 02 s              |                           |
| 3.º                       | Equipo Kern Pharma        | + 1 min 14 s              |                           |
| 4.º                       | Uno-X Pro Cycling Team    | + 1 min 45 s              |                           |
| 5.º                       | Q36.5 Pro Cycling Team    | + 1 min 50 s              |                           |
| 6.º                       | Team Flanders-Baloise     | + 2 min 29 s              |                           |
| 7.º                       | Burgos-BH                 | + 3 min 53 s              |                           |
| 8.º                       | Team DSM-Firmenich        | + 4 min 02 s              |                           |
| 9.º                       | Team Coop-Repsol          | + 8 min 05 s              |                           |
| 10.º                      | Bingoal WB                | + 9 min 05 s              |                           |

## Evolución de las clasificaciones
| Etapa                   |                         | Ganador _           | Clasificación general | Puntos              | Montaña             | Jóvenes                    | Combatividad        | Equipo _              |
| ----------------------- | ----------------------- | ------------------- | --------------------- | ------------------- | ------------------- | -------------------------- | ------------------- | --------------------- |
| 1.ª etapa               | etapa llana             | Alberto Dainese     | Alberto Dainese       | Alberto Dainese     | Vincent Van Hemelen | Alberto Dainese            | Johan Ravnøy        | Arkéa-Samsic          |
| 2.ª etapa               | etapa llana             | Michele Gazzoli     | Noah Hobbs            | Noah Hobbs          | Vincent Van Hemelen | Noah Hobbs                 | no otorgado         | Astana Qazaqstan Team |
| 3.ª etapa               | etapa de media montaña  | Stephen Williams    | Stephen Williams      | Christian Scaroni   | Vincent Van Hemelen | Tobias Halland Johannessen | Vincent Van Hemelen | Israel-Premier Tech   |
| 4.ª etapa               | etapa de media montaña  | Clément Champoussin | Stephen Williams      | Clément Champoussin | Vincent Van Hemelen | Kevin Vermaerke            | Walter Calzoni      | Israel-Premier Tech   |
| Clasificaciones finales | Clasificaciones finales |                     | Stephen Williams      | Clément Champoussin | Vincent Van Hemelen | Kevin Vermaerke            | no otorgado         | Israel-Premier Tech   |

## UCI World Ranking
La Arctic Race de Noruega otorgó puntos para el UCI World Ranking para corredores de los equipos en las categorías UCI WorldTeam, UCI ProTeam y Continental. Las siguientes tablas son el baremo de puntuación y los diez corredores que obtuvieron más puntos:
| Posición              | 1.º | 2.º | 3.º | 4.º | 5.º | 6.º | 7.º | 8.º | 9.º | 10.º | 11.º | 12.º | 13.º | 14.º | 15.º | 16.º-30.º | 31.º-40.º |
| Clasificación general | 200 | 150 | 125 | 100 | 85  | 70  | 60  | 50  | 40  | 35   | 30   | 25   | 20   | 15   | 10   | 5         | 3         |
| Por etapa             | 20  | 15  | 10  | 5   | 3   |     |     |     |     |      |      |      |      |      |      |           |           |
| Líder                 | 5   |     |     |     |     |     |     |     |     |      |      |      |      |      |      |           |           |

| Clasificación |                            |                     |         |       |       |       |
| Posición      | Ciclista                   | Equipo              | General | Etapa | Líder | Total |
| ------------- | -------------------------- | ------------------- | ------- | ----- | ----- | ----- |
| 1.º           | Stephen Williams           | Israel-Premier Tech | 200     | 20    | 5     | 225   |
| 2.º           | Christian Scaroni          | Astana Qazaqstan    | 150     | 25    | -     | 175   |
| 3.º           | Kevin Vermaerke            | dsm-firmenich       | 125     | -     | -     | 125   |
| 4.º           | Tobias Halland Johannessen | Uno-X               | 100     | 10    | -     | 110   |
| 5.º           | Dylan Teuns                | Israel-Premier Tech | 85      | 3     | -     | 88    |
| 6.º           | Matthew Dinham             | dsm-firmenich       | 70      | 3     | -     | 73    |
| 7.º           | Guillaume Martin           | Cofidis             | 60      | -     | -     | 60    |
| 8.º           | Roger Adrià                | Kern Pharma         | 50      | -     | -     | 50    |
| 9.º           | Clément Champoussin        | Arkéa Samsic        | -       | 45    | -     | 45    |
| 10.º          | Kamiel Bonneu              | Flanders-Baloise    | 40      | -     | -     | 40    |